# Paracyphocaris praedator
Paracyphocaris praedator is een vlokreeftensoort uit de familie van de Cebocaridae. De wetenschappelijke naam van de soort is voor het eerst geldig gepubliceerd in 1905 door Chevreux.